# 주민진 (배우)
주민진(1984년 8월 11일 ~ )은 대한민국의 배우이다.

## 출연작

### 영화
- 《저승보다 낯선》 (2021년) - 낯선 놈 역
- 《프랑스여자》 (2020년) - 보안직원 역
- 《룸》 (2018년)

### 뮤지컬
- 《경종수정실록》
- 《해적》
- 《인사이드 윌리엄》
- 《더 픽션》
- 《광주》
- 《공간》
- 《더 모먼트》
- 《프리스트》
- 《경종수정실록》
- 《사의찬미》
- 《베니스의 상인》
- 《달과 6펜스》
- 《더뮤지컬 라이브콘 온 핼러윈》
- 《더 픽션》
- 《마르틴 루터》
- 《레드북》
- 《베어 더 뮤지컬》
- 《배니싱》
- 《지구 멸망 30일 전》
- 《투가이즈쇼》
- 《마이 버킷 리스트》
- 《비스티보이즈》
- 《해를 품은 달》
- 《극적인 하룻밤》
- 《여신님이 보고 계셔》
- 《제우스 클럽파티》
- 《오 당신이 잠든 사이》
- 《스트릿 라이프》
- 《그리스》
- 《달콤한 나의 도시》

### 연극
- 《왕복서간》
- 《창문 넘어 도망친 100세 노인》
- 《컨설턴트》
- 《밀레니엄 소년단》
- 《아틀란티스》
- 《B클래스》
- 《보이스 오브 밀레니엄》
- 《큐》
- 《올모스트 메인》
- 《취미의 방》

- 《뜨거운 여름》

- 《그날의 시선》